# Ніколаєвка (Ульяновська область)
Ніколаєвка (рос. Николаевка) — робітниче селище в Ніколаєвському районі Ульяновської області Російської Федерації.
Населення становить 5697 осіб. Входить до складу муніципального утворення Ніколаєвське міське поселення.

## Історія
Від 2004 року входить до складу муніципального утворення Ніколаєвське міське поселення.

## Населення
| 1859  | 1868  | 1884  | 1900  | 1913  | 1930  | 1959  |
| ----- | ----- | ----- | ----- | ----- | ----- | ----- |
| 325   | ↗478  | ↗594  | ↗731  | ↗930  | ↘891  | ↗3880 |
| 1970  | 1979  | 1989  | 1996  | 2002  | 2009  | 2010  |
| ↗4590 | ↗5438 | ↗6434 | ↗7200 | ↘6476 | ↗6484 | ↘6389 |
| 2012  | 2013  | 2014  | 2015  | 2016  | 2017  | 2018  |
| ↘6327 | ↘6236 | ↘6176 | ↘6094 | ↘6019 | ↘5994 | ↘5911 |
| 2019  | 2020  | 2021  |       |       |       |       |
| ↘5843 | ↘5787 | ↘5697 |       |       |       |       |